# Nikki Giovanni
Nikki Giovanni, all'anagrafe Yolande Cornelia Giovanni (Knoxville, 7 giugno 1943 – Blacksburg, 9 dicembre 2024), è stata una scrittrice, poetessa e attivista statunitense.
Ricevette una nomination al Grammy Award e insegnò al Virginia Polytechnic Institute and State University.

## Biografia
Nikki Giovanni nacque il 7 giugno 1943 da Yolande Cornelia Sr. e Jones "Gus" Giovanni. Crebbe a Lincoln Heights, periferia di Cincinnati, e nel 1960 iniziò gli studi alla Fisk University di Nashville, dove si laureò con lode in storia. Successivamente, continuò a frequentare l'Università della Pennsylvania e la Columbia University. Nel 1969 iniziò ad insegnare al Livingston College della Rutgers University.
La Giovanni diede alla luce il suo unico figlio, Thomas Watson Giovanni, il 31 agosto 1969 durante una visita a Cincinnati per il Labor Day Weekend. In seguito affermò di aver avuto il figlio fuori dal matrimonio perché nella sua convinzione il matrimonio era solamente un'istituzione e non avrebbe mai avuto un ruolo importante nella sua vita. Dopo la nascita del figlio, la Giovanni cambiò le sue priorità, concentrandosi del tutto sul bambino. Affermò infatti: "Non riesco ad immaginare di vivere senza di lui. Ma posso vivere senza la rivoluzione, senza il socialismo del mondo...ho un bambino. Le mie responsabilità sono cambiate".
Sia la madre che la sorella morirono di cancro ai polmoni e nel 1995 anche a Nikki Giovanni fu diagnosticata la stessa malattia. Fu quindi operata al Jewish Hospital di Cincinnati e le venne asportato un polmone. La scrittrice smise di fumare subito dopo la diagnosi, affermando che avrebbe continuato a fumare solo nei suoi sogni. Negò inoltre che il cancro l'avesse fatta diventare una persona migliore, asserendo che "se hai bisogno di un'esperienza vicina alla morte per apprezzare la vita, allora stai perdendo tempo". Nel 2005 contribuì al libro Breaking the Silence: Inspirational Stories of Black Cancer Survivors scrivendone l'introduzione.

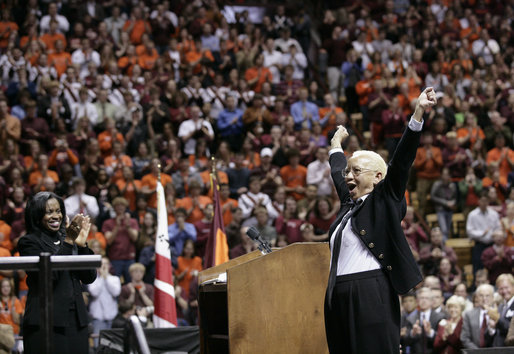
Nikki Giovanni parla ai partecipanti del corteo dopo il massacro del Virginia Tech.

Dal 1987 Nikki Giovanni iniziò ad insegnare scrittura e letteratura al Virginia Tech di Blacksburg (Virginia). Fu inoltre anche professoressa di Seung-Hui Cho, il responsabile del Massacro al Virginia Polytechnic Institute. Il 21 agosto 2007 il giornale The Tennessean scrisse che la Giovanni sarebbe tornata ad insegnare alla Fisk University.

## Carriera letteraria
I movimenti per i diritti civili e per il black power ispirarono le sue prime poesie, raccolte in Black Feeling, Black Talk (1967), Black Judgement (1968), e Re: Creation (1970). Scrisse più di due dozzine li libri, compresi i volumi di poesie e tre collezioni di saggi.
Lo stile letterario di Nikki Giovanni fu fortemente influenzato dagli attivisti e dagli artisti afroamericani. Si fece tatuare le parole Thug life in onore di Tupac Shakur, da lei molto ammirato. Il suo libro Love poems (1997) fu scritto proprio in memoria del rapper; la Giovanni affermò inoltre: "Preferirei stare con i teppisti piuttosto che con le persone che si lamentano di loro". Nel corso degli anni fece anche dei tour in tutta la nazione tenendo frequenti discorsi contro la violenza motivata dall'odio. Nel 1999, durante il Martin Luther King Day ricordò gli omicidi di James Byrd, Jr. e Matthew Shepard dicendo: "Qual è la differenza fra trascinare un uomo dietro a un camion in Texas e picchiare un ragazzo in Wyoming perché è gay?"
Nel 2004 Nikki Giovanni venne candidata al Grammy Award nella categoria Best Spoken Word Album per il suo album "The Nikki Giovanni Poetry Collection" Partecipò anche nella traccia Ego Trip By Nikki Giovanni nell'album di Blackalicious Nia (2000). Nel novembre del 2008 una sequenza delle sue poesie, Sounds That Shatter the Staleness in Lives di Adam Hill, fu presentata al Soundscapes Chamber Music Series di Taos (Nuovo Messico).

## Opere

### Poesie
- Black Feeling, Black Talk (1967)
- Black Judgement (1968)
- Re: Creation (1970)
- My House (1972)
- The Women and The Men (1975)
- Cotton Candy on a Rainy Day (1978)
- Those Who Ride The Night Winds (1983)
- The Selected Poems of Nikki Giovanni (1996)
- Love Poems (1997)
- Blues: For All the Changes (1999)
- Quilting the Black-Eyed Pea: Poems and Not Quite Poems (2002)
- The Prosaic Soul of Nikki Giovanni (2003)
- The Collected Poetry of Nikki Giovanni (2003)
- Acolytes (2007)
- Bicycles: Love Poems (2009)

### Discografia
- The Reason I Like Chocolate (Folkways Records, 1976)
- Legacies: The Poetry of Nikki Giovanni (Folkways, 1976)
- Cotton Candy on a Rainy Day (Folkways, 1978)
- Every Tone A Testimony (Smithsonian Folkways, 2001)